# إبراهيم أحمد عمر
إبراهيم أحمد عمر هو أستاذ جامعي فيلسوف وسياسي سوداني أشتهر كأحد رواد ثورة التعليم العالي في السودان.

## سيرة
ينحدر إبراهيم أحمد عمر من قبيلة الجعليين فرع العمراب نهر النيل، ولد في منزل الأسرة بالركابية ثم انتقل لاحقا إلى البيت الذي يسكنه حاليا بحي القلعة في أمدرمان.
درس إبراهيم في مدرسة الهجرة الأولية بأم درمان ثم مدرسة أم درمان الأميرية الوسطى ثم مدرسة وادي سيدنا الثانوية. ودرس في جامعة الخرطوم كلية العلوم قسم الرياضيات، حيث نال بكالوريوس العلوم في الرياضيات والفيزياء من كلية العلوم بجامعة الخرطوم، لكنه سجل بعد تخرجه لدراسة الفلسفة والعلوم السياسية في كلية الآداب جامعة الخرطوم ونال بكالوريوس الآداب في الفلسفة والعلوم السياسية من كلية الآداب بجامعة الخرطوم.
وابتعثته جامعة الخرطوم التي عمل معيدا بها للدراسة في جامعة كامبريدج في بريطانيا، حيث حصل على دكتوراه في فلسفة العلوم من جامعة كيمبردج وعاد ليعمل أستاذا للفلسفة بجامعة الخرطوم ونشر أثناء ذلك عدداَ من البحوث والدراسات والكتب وأوراقا عديدة في فلسفة العلوم نشرت في مجلات متخصصة في الولايات المتحدة وألمانيا وبريطانيا.
وأما كتبه في الفلسفة فتناولت فلسفة التنمية، ونظرية المعرفة والبحث العلمي والتنمية. شغل رئيس قسم الفلسفة بكلية الآداب جامعة الخرطوم. كما تولى رئيس قسم الدراسات الإسلامية بكلية الآداب بجامعة الخرطوم. ثم عمل رئيسا للمجلس القومي للتعليم العالي والبحث العلمي.

## حياته العملية
انتخب إبراهيم عضو الجمعية التأسيسية عام 1986 لغاية 1989 ممثلاً عن دوائر الخريجين، ثم صار عضوا المجلس الوطني الأول من 1991 إلى 1995. عضو المجلس الوطني الثاني من 1996 إلى 1999، عضو المجلس الوطني الثالث من 2001 إلى 2005، وعضوا بالمجلس الوطني طوال الفترة من 2005 حتى 2019.
وقد عمل إبراهيم وزيرا للتعليم العالي والبحث العلمي من عام 1990م إلى 1996م وكان هو من ابتدر ثورة التعليم العالي وهي التي رفعت القبول للجامعات من خمسة ألاف طالب إلى مئات الآلاف من الطلاب ورفعت الجامعات من ثلاثة جامعات فحسب إلى عشرات الجامعات الحكومية ومثلها من الجامعات الخاصة. وكان شعاره أن التعليم للتعليم وهو مطلوب لإنماء الإنسان وليس للتنمية المادية التي تأتي بالتبرع لتنمية الأنسان وهذا ما خطه في كتابه عن فلسفة التنمية.
عمل إبراهيم وزيرا للتعليم العالي والبحث العلمي مرة أخرى في الفترة ما بين 1997 و2000م، ثم عمل كالأمين العام لحزب المؤتمر الوطني من 2000م إلى 2005م. ثم مرة أخرى وزيرا للعلوم والتقانة من 2007م إلى 2010. ومستشارا لرئيس الجمهورية من 2010 إلى 2011.

## العمل الحزبي
وقد انخرط إبراهيم في العمل بالحركة الإسلامية منذ أيام جامعة الخرطوم وظل عضوا ناشطا ثم قياديا فاعلا وقد تولى منصب رئيس مجلس الشورى عدة دورات وذلك قبل وبعد حكومة الإنقاذ وعمل بالأمانة العامة للمؤتمر الوطني في دورته التأسيسية ثم تولى منصب الأمين العام لحزب المؤتمر الوطني 2000م ـ 2005م.
وبعد إلغاء منصب الأمين العام عمل نائبا لرئيس حزب المؤتمر الوطني من 2000م إلى 2010م. وكان آخر تكليف له هو رئاسة المجلس الوطني، حيث شهد له الجميع بالاقتدار والإنصاف والحرص على تفعيل دور البرلمان في الحياة السياسية.

## المؤلفات
- العلم والإيمان: مدخل إلى نظرية المعرفة في الإسلام.[21]

- فلسفة التنمية: رؤية إسلامية.
- القصص القرآني: عبرة العلماء.......هدي المؤمنين.
- منهج بناء المعارف الإسلامية.
- صناعتا المنطق الفلسفي والنحو العربي: أتنفصلان؟.
- ظاهرة العولمة من منظور سوداني (بالشراكة مع أ. د عصام محمد عبد الماجد).
- المؤسسات التعليمية ودورها في نشر الدعوة الإسلامية (بالشراكة مع بروفسير عثمان سيد احمد إسماعيل)
- Research and Development in Sudan[22] (Tore Nordenstam, Hakan Tornebohm Ibrahim Ahmed Omer, ET AL)
- Minimal Law Explanation
- ?Better Deductive Explanation
- ON LAWS OF NATUTRE[23]
- On The D-N Model of Scientific Explanation
- العديد من الأوراق والمؤلفات التي تهتم بقضايا التنمية والتأصيل المعرفي في السودان.

## حاليًا
حاليا ينشط إبراهيم أحمد عمر كرئيس لمبادرة عكارون التي قد أنشأها لتوثيق قضايا في قضايا الفكر والعمل السياسي في السودان حيث تشمل أكثر من 2000 مستند والعديد من الأوراق القيمة في قضايا التاريخ السياسي في السودان التي تمت مراجعتها ورقمنتها في المكتبة الرقمية لمشروع عكارون.